# After the Storm (Monica)
After the Storm è il terzo album della cantante statunitense Monica, pubblicato il 17 giugno 2003. L'album è uscito a cinque anni di distanza dal precedente album e dopo la cancellazione dell'album del 2002 All Eyez on Me. Il materiale del disco è stato inciso tra il 2001 e il 2003, includendo alcune tracce da All Eyez on Me e altre prodotte da Missy Elliott. L'album è entrato direttamente al numero 1 della Billboard 200 negli Stati Uniti con oltre 186.000 copie vendute nella prima settimana di pubblicazione, diventando il primo lavoro dell'artista a raggiungere la prima posizione della classifica statunitense. L'album è stato accolto da recensioni eterogenee ed ha ricevuto il disco d'oro dalla RIAA. Fino ad oggi il disco ha venduto più di 1.000.000 di copie negli Usa.

## Classifiche
| Classifica (2003)                     | Posizione |
| ------------------------------------- | --------- |
| Canada                                | 6         |
| U.S. Billboard 200                    | 1         |
| U.S. Billboard Top Internet Albums    | 1         |
| U.S. Billboard Top R&B/Hip-Hop Albums | 2         |

## Tracce

### Album
1. "Intro"  	(Missy Elliott, Craig Brockman)	1:04
2. "Get It Off"  	(M. Elliott, Herbet Jordan, C. Brockman, Steve Standard)		4:19
3. "So Gone"  	(M. Elliott, Kenneth Cunningham, Jamahl Rye, Zyah Ahmounel)		4:02
4. "U Should've Known Better"  	(Monica Arnold, Jermaine Dupri, Harold Lilly, Bryan Michael Cox)	4:17
5. "Don't Gotta Go Home" (feat. DMX)	(Antoine Macon, Ryan Bowser, Earl Simmons, BAM and Ryan)	3:55
6. "Knock Knock"  	(M. Elliott, Kanye West, Lee Hatim)		4:18
7. "Breaks My Heart"  	(Carsten Shack, Kenneth Karlin, Shamora Crawford)		4:26
8. "I Wrote This Song"  	(M. Arnold, C. Shack, K. Karlin, Shamora Crawford, D. Sharpe, Shuggie Otis)		3:48
9. "Ain't Gonna Cry No More"  	(M. Arnold, Fred Jerkins III, LaShawn Daniels,	Rodney "Darkchild" Jerkins)	4:10
10. "Go to Bed Mad" (feat. Tyrese)	(A. Macon, R. Bowser, Andre "mrDEYO" Deyo	BAM and Ryan)	4:37
11. "Hurts the Most"  	(C. Shack, Peter Biker, Shamora Crawford)		4:44
12. "That's My Man"  	(M. Arnold, Jazze Pha, Johnta Austin)		4:34
13. "So Gone (Remix)" (feat. Busta Rhymes & Tweet)	(M. Elliott, Kenneth Cunningham, Jamahl Rye, Zyah Ahmounel; additional rap lyrics: Monica, Trevor Smith)		4:20

### Bonus Track per Europa e Giappone
1. "All Eyez on Me"

### Bonus Disc
1. "Too Hood" (feat. Jermaine Dupri)	(M. Arnold, J. Dupri, H. Lilly)		1:04
2. "Down 4 Whatever"  	(M. Arnold, L. Daniels	Rodney "Darkchild" Jerkins)	4:47
3. "What Part of the Game" (feat. Mia X)	(M. Arnold, Jasper Cameron, Mia Young, Raymond Pool Percy, Chad Butler)		4:43
4. "Searchin'"  	(M. Arnold, H. Lilly, Bryan Michael Cox)   	4:38

#### Campionamenti
- "Get It Off", "Set It Off" degli Strafe, 1984.
- "So Gone",  "Are You Number One" dei The Whispers, 1976.
- "Knock Knock",  "It's a Terrible Thing to Waste Your Love" dei The Masqueraders, 1976.
- "I Wrote This Song", "Aht Uh Mi Hed" di Shuggie Otis, 1970.
- "All Eyez on Me", "P.Y.T. (Pretty Young Thing)" di Michael Jackson, 1982.
- "What Part of the Game",  "Break 'Em off Somethin'" di Pimp C, 1996.

#### Tracce escluse
- "Ain't Gonna Work" (written by Soulhock & Karlin, Andrea Martin)[3]
- "Best Friend" (produced by Missy Elliott)
- "Girl, Please"[4]
- "I Love Your ..." (written by Rashan Grooms)[5]